# Helmut Röpnack
Hellmuth Adolph agost "Helmut" Röpnack (23 de setembre de 1884 a Läsikow, Ruppin - 19 d'agost de 1935) va ser un futbolista aficionat alemany que va jugar com a davanter interior i defensa, competint als Jocs Olímpics d'estiu de 1912.

## Carrera internacional
Va ser membre de la selecció olímpica alemanya i va jugar un partit al torneig principal i un partit al torneig de consolació. En total va guanyar deu partits, però no va poder aconseguir una victòria amb la DFB en aquests partits.